# Potentilla humifusa
Potentilla humifusa är en rosväxtart som beskrevs av Carl Ludwig von Willdenow. Potentilla humifusa ingår i Fingerörtssläktet som ingår i familjen rosväxter. Inga underarter finns listade i Catalogue of Life.